# Stadhouderskade 157
Het pand Stadhouderskade 157 is een gebouw aan de Stadhouderskade/Singelgracht in De Pijp te Amsterdam-Zuid. 
Het voormalige herenhuis is opgetrokken naar een ontwerp van Christiaan Posthumus Meyjes sr.. De bouwstijl is eclectisch alhoewel ook stijlkenmerken zijn te vinden uit de Lodewijk XVI-stijl. In het gebouw hebben zich onder de woningen meestal kantoren gevestigd, maar ook een studentensociëteit (Unitas-Studiosorum Amstelodamensium). De gevel van de begane grond heeft waarschijnlijk in verband met de wisseling van bestemmingen een vernieuwd uiterlijk gekregen, waardoor het meteen niet meer als monument ingeboekt kon worden. In de jaren tien van de 20e eeuw was hier gevestigd Van der Linde en Teves met haar fusiepartner Stokvis; zij zouden later de basis leggen voor Lindeteves-Jacoberg.
Oost ·
160 ·
158 ·
157 ·
156 ·
155 ·
151-154 ·
149-150 ·
145-146 ·
142-144 ·
140-141 ·
137-139 ·
135-136 ·
130-134 ·
129 ·
128 ·
125-127 ·
123-124 ·
116-122 ·
115 ·
110-113 ·
100-101 ·
97 ·
95-96 ·
93-94 ·
92 ·
91 ·
89-90 ·
87-88 ·
86 ·
85 ·
84 ·
82-83 ·
78-79 ·
77 ·
Heineken Brouwerij ·
74 ·
72-73 ·
69-70 ·
68 ·
67 ·
65-66 ·
64 ·
62-63 ·
60-60a ·
58-59 ·
56-57 ·
Willemshuis ·
Van Nispenhuis ·
Kapel van Sint Josephs Gezellen-Vereeniging ·
54 ·
52-53 ·
47-49 ·
Carel Willinkplantsoen ·
Polderhuis ·
Ruysdaelkade 2-4 ·
Judith Leysterbrug ·
42 (Rijksmuseum) ·
40-41 ·
31-35 ·
30 ·
29 ·
Park Centraal Amsterdam ·
Stedemaagd (Vondelpark) ·
Byzantium ·
Koepelkerk ·
12 (Marriott) ·
Persilhuis ·
7 ·
5 ·
3 ·
1 ·
West